# العلاقات الباكستانية اللبنانية
العلاقات الباكستانية اللبنانية هي العلاقات بين الجمهورية اللبنانية وجمهورية باكستان الإسلامية، حيث تتمتع باكستان ولبنان بعلاقات وثيقة ودافئة،  وكلا البلدين عضو في منظمة التعاون الإسلامي، ومؤسسة التمويل الدولية، ومنظمة حظر الأسلحة الكيميائية، واليونسكو، والاتحاد الدولي للاتصالات، ومنظمة الشرطة الجنائية الدولية، والبنك الدولي للإنشاء والتعمير، والاتحاد البريدي العالمي، ومؤسسة التنمية الدولية، والمركز الدولي لتسوية المنازعات الاستشارية، ووكالة ضمان الاستثمار متعدد الأطراف.

## العلاقات
وفقًا لرئيس الوزراء الباكستاني السابق يوسف رضا جيلاني فإن العلاقات الوثيقة بين لبنان وباكستان «تستند إلى وجهات نظر مشتركة حول السلام والاستقرار في الشرق الأوسط بالإضافة إلى تطلعات المستقبل».

## تعاون عسكري
في مارس/آذار 2019 قال سلاح الجو الباكستاني انه استعمل طائرات حربية اشتراها من لبنان، وهي طائرات أميركية من طراز إف 16 وطائرات فرنسية من طراز ميراج 3E لقصف المركز الهندية والتصدي لطائرات سوخوي سو-27 وسوخوي سو-30 الروسية الصنع التي تملكها الهند.
وكان لبنان قد باع 11 طائرة ميراج متطورة قدمها الرئيس الفرنسي الراحل شارل ديغول للبنان بسعر رخيص من أجل دعم قوة لبنان، وتم بيعها في عهد الرئيس العماد اميل لحود.

## العلاقات الاقتصادية
بلغ حجم التجارة الثنائية بين البلدين 35.4 مليون دولار في 2005-2006.

## البعثات الدبلوماسية المقيمة
- سفارة باكستان في بيروت
  - السفير : نجيب دوراني. [4]
- سفارة لبنان في إسلام آباد.

## منظمات دولية مشتركة
يشترك البلدان في عضوية مجموعة من المنظمات الدولية، منها:
| علم المنظمة | اسم المنظمة                               | تاريخ انضمام لبنان | تاريخ انضمام باكستان |
| ----------- | ----------------------------------------- | ------------------ | -------------------- |
|             | مؤسسة التمويل الدولية                     | 28 ديسمبر 1956     | 20 يوليو 1956        |
|             | منظمة حظر الأسلحة الكيميائية              | ?                  | ?                    |
|             | يونسكو                                    | 4 نوفمبر 1946      | 14 سبتمبر 1949       |
|             | الاتحاد الدولي للاتصالات                  | 12 يناير 1924      | 26 أغسطس 1947        |
|             | الأمم المتحدة                             | 24 أكتوبر 1945     | 30 سبتمبر 1947       |
|             | منظمة الشرطة الجنائية الدولية             | ?                  | ?                    |
|             | البنك الدولي للإنشاء والتعمير             | 14 أبريل 1947      | 11 يوليو 1950        |
|             | الاتحاد البريدي العالمي                   | ?                  | ?                    |
|             | منظمة التجارة العالمية                    | 10 أبريل 1962      | ?                    |
|             | المركز الدولي لتسوية المنازعات الاستشارية | 25 أبريل 2003      | 15 أكتوبر 1966       |
|             | وكالة ضمان الاستثمار متعدد الأطراف        | 19 أكتوبر 1994     | 12 أبريل 1988        |

## روابط خارجية
- جمعية الصداقة اللبنانية الباكستانية
- سفارة لبنان لدى جمهورية باكستان - اسلام آباد